# Hajde da se volimo 2
Hajde da se volimo 2 (izvorno: Hajde da se volimo: Još jednom) jugoslavenska je komedija i mjuzikl.

## Radnja filma
Lepa Brena i Slatki greh smješteni su na jednom od jadranskih otoka na radnom odmoru, dok se tamo priprema natjecanje vatrogasaca amatera. 
Iz nepoznatog razloga u novinama izađe pogrešan oglas kojim skupina traži posebnoga gosta na koncertu te održava audiciju u tu svrhu.

## Glumci

### Lepa Brena i Slatki greh
- Lepa Brena
- Saša Popović
- Dušan »Dule« Trifunčević
- Branislav »Bane« Mijatović
- Ljubiša Marković
- Živojin »Žile« Matić
- Zoran »Zoki« Radanov

### Ostali glumci
- Dragomir Bojanić »Gidra« – šofer Gile
- Velimir »Bata« Živojinović – doktor na psihijatriji
- Predrag Ejdus – Bernard Drach
- Saša Petrović – fizijatar
- Emir Hadžihafizbegović – konobar
- Enver Petrović – Omer
- Josif Tatić – Slobodan Mihajlović
- Admir Glamočak – predsjednik općine
- Mladen Nevelić – vođa vatrogasaca